# Konstytucje z Clarendon
Konstytucje z Clarendon (zw. także konstytucjami clarendońskimi lub klarendońskimi) – akty prawne wydane w 1164 w Clarendon Park przez Henryka II Plantageneta, króla Anglii .
Konstytucje ograniczały przywileje Kościoła w Anglii. Zgodnie z ich postanowieniami: 
- nałożono na Kościół podatek,
- sądom duchownym wolno było sądzić wyłącznie duchownych,
- duchowni w sprawach karnych odpowiadali przed sądem świeckim,
- zakazano apelacji do Rzymu bez zgody króla.

Stały się zarzewiem konfliktu między Henrykiem II a klerem angielskim, na czele którego stanął arcybiskup Canterbury Tomasz Becket.